# Филипополско херцогство
Херцогство Филипопол е васална на Латинската империя историческа кръстоносна държава, съществувала в приблизително в периода (1204 до 1248 г.) на територията на днешна Южна България.

## История
След превземането на Константинопол от кръстоносците от Четвърти кръстоносен поход на 13 април 1204 година, през есента на 1204 г. при подялбата на земите на Византийската империя латинският император Балдуин Фландърски отрежда на френския рицар Рение дьо Три Филипопол (дн. Пловдив) и неговата околност и го провъзгласява за херцог на Филипопол.
В края на април 1204 година цар Калоян предприема няколко похода в Тракия и Беломорието, като превзема и разрушава редица градове, а през юни решава да превземе и Пловдив. Павликяни, живеещи в Пловдив, се споразумяват с Калоян да му предадат града. Рение дьо Три с отряд от около 15 рицари опожарява за наказание техния квартал, след което се оттегля в крепостта Естанемак/Станимака (дн.Асеновград), където има латински гарнизон. Със 120 рицари той завзема Пловдив през ноември 1204 г., както и близките градове и крепости. Дьо Три започва да възстановява и строи крепости и манастири в своите владения, които разделя на фиефства (баронства).
През ранната пролет на 1205 г. около 30 рицари от пловдивския гарнизон, сред които и зетят на Рение дьо Три и синът му – също Рение, излизат от Пловдив, но са разбити от български отряд, а пленените рицари са обезглавени по заповед на цар Калоян. Поради това останалите му 95 рицари не напускат града и не участват в битката при Адрианопол на 14 април 1205 г., в която император Балдуин Фландърски е пленен от цар Калоян, а разбитите кръстоносци избират за  регент брат му – Хенрих Фландърски, впоследствие и император.
Междувременно българската армия превзема и опустошава Пловдив; после обсажда безуспешно Естанемак в продължение на 13 месеца. Обсадата е свалена и българската войска е отблъсната чак през юли 1206 г., с помощта на кръстоносци, водени от Хенрих.
Рение дьо Три взема участие и в битката при Пловдив на 31 юли 1208 г. където латинската армия постига победа над войските на цар Борил, наследник на убития при Солун Калоян. В резултат на победата, херцогството е отвоювано. След 1208 г. и до 1229 г. херцог на Филипопол е Жерар дьо Стрьом, родственик на Рение дьо Три.
По силата на договора, сключен на 9 април 1229 г. в Перуджа между Латинската империя и бившия йерусалимски крал Жан дьо Бриен, той получава във владение Филипополското херцогство и става херцог на Филипопол - до смъртта си през 1237 г. Конкретни сведения за дейност на Жан дьо Бриен във Филипопол не са открити. По силата на договора, след смъртта му владението трябва да премине у неговите синове.

## Херцози на Филипопол
- Рение дьо Три, от 1204 до 1208 г.
- Жерар дьо Стрьом, от 1208 до 1229 г.
- Жан дьо Бриен, 1229 до 1237 г.
- след 1237 г. – някой от синовете на Жан дьо Бриен.

## Баронства
Херцог Рение дьо Три разделя своята държава на 12 баронства (фиефства).
| #  | Баронство           | Днешно населено място                        |
| 1  | Кукленд             | Куклен                                       |
| 2  | Стенимахос          | Асеновград                                   |
| 3  | Боа дьо Кроа        | Кръстова гора                                |
| 4  | Тимгус              | Изворoво                                     |
| 5  | Дебора              | Татарево                                     |
| 6  | Велиатоа            | Розовец                                      |
| 7  | Диоклецианопол      | Хисаря                                       |
| 8  | Алексиопол          | предполагаеми Старосел, Раковски или Рупките |
| 9  | Стрельц             | Стрелча                                      |
| 10 | Перестиен (Перещие) | Перущица                                     |
| 11 | неизвестно          |                                              |
| 12 | неизвестно          |                                              |